# Gheorghe Firczak
Gheorghe Firczak, né le 10 juin 1955, est un homme politique roumain.
Issu de la minorité ruthène, il est membre de la Chambre des députés de 2000 à 2016.